# Kurozwęki (gmina)
Kurozwęki – dawna gmina wiejska istniejąca do 1954 roku w woj. kieleckim. Siedzibą władz gminy były Kurozwęki. 
Za Królestwa Polskiego gmina należała do powiatu stopnickiego w guberni kieleckiej. 13 stycznia 1870 do gminy przyłączono pozbawione praw miejskich i przekształcone w osadę miejską Kurozwęki.
W okresie międzywojennym gmina Kurozwęki należała do powiatu stopnickiego w woj. kieleckim. Po wojnie gmina zachowała przynależność administracyjną. 12 marca 1948 roku zmieniono nazwę powiatu stopnickiego na buski. Według stanu z dnia 1 lipca 1952 roku gmina składała się z 12 gromad: Chańcza, Czernica, Jabłonica, Jasień, Korytnica, Kotuszów, Kurozwęki, Mokre, Ponik, Wola Osowa, Wólka Żabna i Zagrody.
Jednostka została zniesiona 29 września 1954 roku wraz z reformą wprowadzającą gromady w miejsce gmin. Po reaktywowaniu gmin z dniem 1 stycznia 1973 roku gminy Kurozwęki nie przywrócono, a jej dawny obszar wszedł głównie w skład nowej gminy Staszów w powiecie staszowskim.